# Halifax Hurricanes
Gli Halifax Hurricanes sono una società di pallacanestro canadese con sede ad Halifax, nella Nuova Scozia.
Nacquero nel 2015 e disputarono la prima stagione nella NBL Canada nel 2015-16, vincendo subito il titolo, battendo nella finale i London Lightning per 4-3.
Nel 2021 annunciarono l'abbandono della NBL Canada.

## Stagioni
| Stagione | Lega       | Denominazione      | V  | P  | %    | Piazzamento | Play-off            |
| -------- | ---------- | ------------------ | -- | -- | ---- | ----------- | ------------------- |
| 2015-16  | NBL Canada | Halifax Hurricanes | 29 | 11 | 72,5 | 1º          | Campioni            |
| 2016-17  | NBL Canada | Halifax Hurricanes | 27 | 13 | 67,5 | 1º          | Finale NBL Canada   |
| 2017-18  | NBL Canada | Halifax Hurricanes | 28 | 12 | 70,0 | 1º          | Finale NBL Canada   |
| 2018-19  | NBL Canada | Halifax Hurricanes | 25 | 15 | 62,5 | 2º          | Finale di division  |
| 2019-20  | NBL Canada | Halifax Hurricanes | 8  | 16 | 33,3 | 3º          | stagione interrotta |